# Kharmanyerī
Kharmanyerī (persiska: خَرمَنيِری, خرمن يری) är en ort i Iran.   Den ligger i provinsen Västazarbaijan, i den nordvästra delen av landet, 700 km nordväst om huvudstaden Teheran. Kharmanyerī ligger 1 407 meter över havet och antalet invånare är 518.
Terrängen runt Kharmanyerī är kuperad norrut, men söderut är den platt. Terrängen runt Kharmanyerī sluttar söderut.Runt Kharmanyerī är det ganska glesbefolkat, med 39 invånare per kvadratkilometer. Närmaste större samhälle är Mākū, 12,9 km söder om Kharmanyerī. Trakten runt Kharmanyerī består i huvudsak av gräsmarker.